# Хочу замуж
«Хочу замуж» — российская романтическая комедия режиссёра и сценариста Сони Карпуниной. В главных ролях — Милош Бикович и Кристина Асмус. Выход в широкий прокат состоялся 3 марта 2022 года. 21 апреля 2022 года премьера фильма состоялась в онлайн-кинотеатре «Start». 3 сентября того же года премьера фильма состоялась на телеканале «ТНТ».

## Сюжет
Сергей Дмитриевич Навашин преподаёт психологию в Калининградском университете. Его любят студенты, ценит руководство, жена Инга очень хочет ребёнка, всё в его жизни идёт правильно, спокойно и предсказуемо.
Любовь Юдина — популярная ведущая местного телевидения. У неё есть жених, успешный и богатый, местный мукомольный «король» Роберт Морозов, он же владелец телеканала. И в её жизни тоже всё спокойно и правильно.
Но вот однажды вечером Роберт звонит невесте, а у неё не вовремя разряжается мобильный телефон. Люба просит разрешения позвонить у первого встречного. И первым ей встречается Сергей, совершенно случайно остановивший машину на том же перекрёстке.
Комедия оказывается не только лирической, но и сатирической. Да, любовь побеждает всё. Но ревность побеждает любовь…
И эта случайная встреча, как кажется сначала всем участникам истории, постепенно начинает взламывать сразу четыре судьбы. Даже пять, если считать маму Любы, заждавшуюся замужества 32-летней дочери. И очень не скоро главные герои смогут понять, что сквозь обломки ненужной, неправильной, обманной старой жизни начала прорастать новая любовь, на этот раз настоящая. И главное — разрешить себе поверить в это…

## В ролях
| Актёр               | Роль                                                          |
| ------------------- | ------------------------------------------------------------- |
| Милош Бикович       | Сергей Навашин, доцент кафедры психологии                     |
| Кристина Асмус      | Любовь Юдина, телеведущая                                     |
| Сергей Гилёв        | Роберт Морозов, жених Любы, крупный бизнесмен                 |
| Марина Александрова | Инга Раевская, жена Сергея                                    |
| Юлия Ауг            | Анна Юдина, мама Любы                                         |
| Анастасия Уколова   | Маргарита Клементьева, студентка Навашина, племянница ректора |
| Анна Цуканова-Котт  | Натали, парикмахер, подруга Любы                              |
| Олег Комаров        | Вадим Борисович Федоренко, ректор университета, дядя Риты     |
| Надежда Сысоева     | Анастасия Стежко                                              |
| Агния Кузнецова     | Карина                                                        |

## Саундтрек
15 апреля 2022 года вышел официальный саундтрек к фильму «Хочу замуж», в который вошли треки исполнителей — Люся Чеботина, Polina, Better, Апрелия и ВИА «Пролетарское танго». Также в саундтреке содержатся темы из фильма, написанные Николаем Ростовым и Богданом Кияшко, в качестве саунд-продюсера выступил сам Ростов.
Саундтрек доступен на цифровых площадках, таких как «Spotify» и «Яндекс Музыка». В нем содержатся 13 треков.

## Критика
На сайте «Фильм.ру» фильм назвали «домашним насилием, абьюзом, манипулированием и постоянным враньем». На сайте газеты «7 дней» фильм также назвали «грустной историей, состоящей сплошь из гендерных стереотипов».